# Barn af byen
Barn af byen er det 2. album og den 3. større udgivelse af den danske musiker Kesi, der udkom den 22. juni 2015 via MXIII og disco:wax.

## Spor
| 1.    | "Langt Fra Las Vegas (Intro)"                | 5:05  |
| 2.    | "H.D.K." (featuring Gilli og Mass Ebdrup)    | 2:53  |
| 3.    | "Ik Brug For" (featuring Højer Øye og Gilli) | 4:43  |
| 4.    | "Søvnløs" (featuring Don Stefano)            | 3:15  |
| 5.    | "Dig Og Mig" (featuring Ukendt Kunstner)     | 4:48  |
| 6.    | "Sig Mit Navn"                               | 2:40  |
| 7.    | "Dumme Penge" (featuring Don Stefano)        | 3:08  |
| 8.    | "Vors" (featuring Sivas og Gilli)            | 3:16  |
| 9.    | "Koldt Blod" (featuring Barbara Moleko)      | 3:19  |
| 10.   | "Tæt På Runddelen (Outro)"                   | 42:08 |
| 35:17 |                                              |       |

## Hitlister

### Ugentlige hitlister
| Hitliste (2015)        | Højeste placering |
| ---------------------- | ----------------- |
| Danmark (Album Top 40) | 3                 |